# Tucker County
Tucker County är ett administrativt område i delstaten West Virginia, USA. År 2010 hade countyt 7 141 invånare. Den administrativa huvudorten (county seat) är Parsons. 

## Geografi
Enligt United States Census Bureau har countyt en total area på 1 091 km². 1 085 km² av den arean är land och 6 km² är vatten. 

### Angränsande countyn
- Preston County, West Virginia - nord
- Grant County, West Virginia - öst
- Randolph County, West Virginia - syd
- Barbour County, West Virginia - väst